# Ansemar
Ansemar (llamada oficialmente San Salvador de Ansemar) es una parroquia española del municipio de Castro de Rey, en la provincia de Lugo, Galicia.

## Organización territorial
La parroquia está formada por once entidades de población, constando nueve de ellas en el nomenclátor del Instituto Nacional de Estadística español:
- Albarido (O Albarido)
- Carril (O Carril)
- Curro (O Curro)
- Estrigueiras (As Estrigueiras)
- As Pedreiras
- Cataxiña
- Fontón
- Lamas
- Madorra (A Madorra)
- O Chuqueiro
- Picatelos

## Demografía
| Gráfica de evolución demográfica de Ansemar entre 2000 y 2019 |
|                                                               |
| Datos según el nomenclátor publicado por el INE.              |